# Не впадати у відчай
Не впадати у відчай (англ. Never Say Die) — американський бойовик 1994 року.

## Сюжет
Отець Джеймс — лідер секти «Едемський сад» — колишній солдат загону особливого призначення «Червоний орел». Він — жорстокий і хворий покидьок, який знущається над членами свого братства. Він вбиває сенатора, який пропонує йому звільнити заручників і дочку генерала армії США, щоб отримати вертоліт і покинути територію країни. Тільки одна людина виявляється в змозі припинити це беззаконня — Блейк — капрал з того ж загону. У нього свої рахунки з преподобним Джеймсом.

## У ролях
- Френк Загаріно — Блейк
- Біллі Драго — преподобний Джеймс
- Дженні МакШейн — Брук
- Тодд Дженсен — Ропер
- Робін Сміт — Ангел
- Френк Нотаро — полковник Редмонд
- Хел Орландіні — генерал Хетфілд
- Майкл Бруннер — конгресмен
- Тед Ле Пла — начальник поліції
- Джон Саймон Джонс — Емос
- Ванесса Пайк — Леслі
- Скай Сворінік — Шейн
- Мішель Боус — Джина
- Грехем Кларк — власник човна
- Віктор Меллені — дядя Вік
- Норман Кумбз — священик
- Аннабел Ліндер — місіс Віккаро
- Крейг Фреймонт — слабкий учень
- Кевін Фіцпатрік — Military Cleaner
- Джефф Фаннелл — фельдшер
- Келлі Бретон — репортер
- Лен Сперроухок — агент з продажу нерухомості
- Гідеон Емері — конгресі помічник
- Філіп Феррерія — Джейкоб
- Девід С. Вебб — пілот 1
- Стів Берджесс — пілот 2
- Кевін Лібенберг — військовий помічник
- Крейг Гінсберг — ФБР коммандос 1
- Деон Ван Шоор — ФБР коммандос 2
- Гевін Мей — ФБР коммандос 3
- Невілл Стрідом — ФБР коммандос 4